# Stygmaty św. Franciszka
Stygmaty św. Franciszka – fresk włoskiego mistrza Domenica Ghirlandaia, namalowany około 1485 roku. Znajduje się w bazylice Santa Trinita we Florencji.
Inspiracją do namalowania tej sceny Ghirlandaio zaczerpnął z fresków Giotta namalowanych w kościele Santa Croce. W przeciwieństwie do nich, malarz scenę przedstawił na tle florenckich placów i rozległych, szczegółowo oddanych, krajobrazów. Scena przedstawia św. Franciszka u stóp góry La Verna, klęczącego przed ukazującą mu się ukrzyżowaną postacią. Na jego ciele widoczne są świetliste promienie symbolizujące późniejsze stygmaty. Obok niego stoi inny franciszkanin oślepiony blaskiem postaci na niebie.